# Vanishing Creek
Vanishing Creek – potok na Wyspie Króla Jerzego na południe od Polskiej Stacji Antarktycznej im. H. Arctowskiego, odnoga Potoku Ornitologów. Rozpoczyna bieg na wysokości 185 m n.p.m. w dolinie między Lodowcem Ekologii a Wzgórzami Jersaka, po czym biegnie w kierunku południowo-zachodnim i zanika u podnóża Kasprowego Wierchu na wysokości 80 m n.p.m. Nazwę nadała polska ekspedycja naukowa. Potok znajduje się częściowo na terenie Szczególnie Chronionego Obszaru Antarktyki "Zachodni brzeg Zatoki Admiralicji" (ASPA 128).